# Zemitz
Zemitz è una città del Meclemburgo-Pomerania Anteriore, in Germania.

Appartiene al circondario (Landkreis) della Pomerania Anteriore-Greifswald ed è capoluogo della comunità amministrativa (Amt) Am Peenestrom.